# Masakra w więzieniu w Brzeżanach
Masakra w więzieniu w Brzeżanach – masowy mord na więźniach przetrzymywanych w więzieniu w Brzeżanach dokonany przez funkcjonariuszy NKWD w ostatnich dniach czerwca 1941 roku. Ofiarą zbrodni padło co najmniej 174 więźniów. Była to jedna z wielu tzw. masakr więziennych, dokonanych przez NKWD po rozpoczęciu niemieckiej inwazji na ZSRR.

## Geneza
Brzeżany, przed wojną miasto powiatowe w województwie tarnopolskim, od września 1939 roku znajdowały się pod sowiecką okupacją. Osoby aresztowane przez NKWD były osadzane w budynku przedwojennego więzienia grodzkiego. Było ono jednym z czterech sowieckich więzień funkcjonujących na terenie obwodu tarnopolskiego; w oficjalnych dokumentach określano je mianem „więzienia nr 3”. Stanowisko naczelnika piastował funkcjonariusz o nazwisku Krasan.
22 czerwca 1941 roku nazistowskie Niemcy dokonały inwazji na Związek Radziecki. Pierwsze tygodnie wojny miały bardzo pomyślny przebieg dla strony niemieckiej. Dywizjom Wehrmachtu udało się bowiem rozbić wojska nadgranicznych okręgów wojskowych ZSRR, a następnie wedrzeć się w głąb sowieckiego terytorium. Sukcesem uwieńczone zostało między innymi niemieckie uderzenie na terenie Wołynia i Galicji Wschodniej, gdzie broniło się największe i najlepiej uzbrojone zgrupowanie Armii Czerwonej – Front Południowo-Zachodni. W pierwszych dwudziestu dniach wojny jego jednostki poniosły ogromne straty w ludziach i sprzęcie, a także były zmuszone wycofać się na odległość blisko 250 kilometrów na wschód od granicy niemiecko-sowieckiej.
W chwili wybuchu wojny niemiecko-sowieckiej w więzieniach i aresztach na Kresach Wschodnich przetrzymywano około 40–50 tys. więźniów. Władze sowieckie były zdecydowane nie dopuścić, aby zostali oni uwolnieni przez Niemców. 24 czerwca 1941 roku ludowy komisarz spraw wewnętrznych Ławrientij Beria wydał obwodowym urzędom NKGB rozkaz rozstrzelania wszystkich więźniów politycznych przetrzymywanych w zachodnich obwodach ZSRR, których ewakuacja w głąb kraju była niemożliwa. W myśl rozkazu Berii stracone miały zostać osoby skazane za „działalność kontrrewolucyjną”, „działalność antysowiecką”, sabotaż i dywersję, a także więźniowie polityczni znajdujący się w śledztwie.

## Przebieg masakry
Z dokumentów odnalezionych w sowieckich archiwach wynika, że stan osadzonych w brzeżańskim więzieniu na dzień 10 czerwca 1941 roku wynosił 351 osób. W raporcie na temat przebiegu ewakuacji więzień w zachodnich obwodach Ukraińskiej SRR, sporządzonym przez naczelnika zarządu więziennictwa NKWD USRR kapitana bezpieczeństwa państwowego Andrieja Filippowa, zapisano natomiast, że „w więzieniu w Brzeżanach według stanu na 28 czerwca br. przebywało 376 więźniów”. Tę samą informację podaje Wykaz odjazdów i ruchu transportów z więzień NKWD Ukraińskiej SRR.
Po wybuchu wojny niemiecko-sowieckiej bojownicy Organizacji Ukraińskich Nacjonalistów podjęli nieudaną próbę zdobycia więzienia. W raporcie Filippowa zapisano, że „począwszy od 22 czerwca więzienie było niejednokrotnie ostrzeliwane przez bandy OUN-owskie”.
Jerzy Węgierski powołując się na relację świadka tych wydarzeń, podawał, że eksterminację więźniów rozpoczęto 26 czerwca 1941 roku i kontynuowano mniej więcej do 30 czerwca. Ofiary pojedynczo wyprowadzano z cel na dziedziniec, gdzie były rozstrzeliwane. Zwłoki więźniów odnajdywano także w piwnicach gmachu. Na czas egzekucji uruchamiano silnik traktora, chcąc w ten sposób zagłuszyć odgłosy strzałów i krzyki mordowanych. Niemieccy żołnierze, którzy po zajęciu Brzeżan obejrzeli miejsce masakry, twierdzili, że niektóre ofiary zostały zakatowane na śmierć. Ukraińscy świadkowie także utrzymywali, że zwłoki więźniów nosiły ślady okrutnych tortur.
Enkawudziści podejmowali próby zatarcia śladów zbrodni. Wspomniany świadek relacjonował, że początkowo ciała zamordowanych wywożono poza więzienie i grzebano w uprzednio wykopanych dołach. Po 29 czerwca zwłoki były natomiast wrzucane z mostu do rzeki Złota Lipa (potwierdzają to niemieckie raporty). Z kolei Filippow informował w swym raporcie, że większość zwłok pogrzebano na terenie zamku w Brzeżanach („w starej twierdzy”). Kolejnych 40 ciał miano wywieźć samochodami z więzienia, lecz na skutek niemieckiego nalotu zostały one wraz z pojazdami porzucone przy drodze. Filippow twierdził, że naczelnik więzienia wraz ze swoimi ludźmi podjął później próbę pogrzebania pozostawionych zwłok, lecz z powodu kolejnego nalotu zdążył jedynie zrzucić je z samochodów. Według Zbigniewa Rusińskiego na terenie więzienia odnaleziono ciała 150 ofiar, a w grobach nieopodal zamku – około 70 zwłok. Według źródeł niemieckich kilkanaście okaleczonych zwłok odnaleziono także w piwnicy jednego z domów w mieście.
Masakrę przerwała dopiero ucieczka strażników, spowodowana nalotem niemieckiego lotnictwa. Według wspomnianego świadka ocalało dzięki temu około 80 więźniów. Z kolei według raportów NKWD z więzienia uciekło 107 więźniów. Informują one ponadto, że 94 pensjonariuszy wywieziono do więzienia w Tarnopolu. Ostatecznie do Wierchnieuralska na południowym Uralu dotrzeć miało 65 więźniów z Brzeżan.
Źródła podają rozbieżne informacje na temat liczby zamordowanych. W raportach NKWD zapisano, że „ubyło według pierwszej kategorii” 174 więźniów. Polskie źródła szacują natomiast, że ofiarą masakry padło od ponad 200 do ponad 300 osób.

## Epilog
Masakra więzienna nie była jedną zbrodnią popełnioną przez Sowietów w Brzeżanach w lecie 1941 roku. Nieustalona liczba mieszkańców padła bowiem ofiarą wycofujących się na wschód czerwonoarmistów. Żołnierze wrzucali granaty do piwnic, w których ukrywali się cywile, a także z niejasnych powodów wzięli zakładników spośród miejscowej ludności – w tym kobiety i dzieci – których później zamordowali przy drodze Brzeżany–Szybalin.
Podobnie jak miało to miejsce w przypadku wielu innych masakr więziennych, winą za zbrodnie NKWD obarczono ludność żydowską, którą zgodnie ze stereotypem „żydokomuny” utożsamiano w całości z systemem sowieckim i stosowaną przezeń polityką terroru. Po wkroczeniu wojsk niemieckich do Brzeżan (4 lipca) dziesiątki miejscowych Żydów zmuszono do pracy przy ekshumacji i pochówku zwłok zamordowanych więźniów. Po zakończeniu pracy robotnicy zostali wymordowani przez ukraińskich milicjantów (zabijano ich łopatami). Pogrom objął wkrótce całe miasto. Ukraińscy milicjanci i cywile bili i mordowali Żydów oraz plądrowali należące do nich domy i sklepy. Liczba ofiar pogromu szacowana jest na kilkaset osób.